# Max (película)
Max es una película de aventuras estadounidense, dirigida por Boaz Yakin, y coescrita con Sheldon Lettich. La película está protagonizada por Josh Wiggins, Thomas Haden Church, Robbie Amell, Lauren Graham, Lucas Kleintank y Jay Hernández. La película fue lanzada por Warner Bros. el 26 de junio de 2015.

## Sinopsis
Un perro de trabajo militar llamado Max, un pastor belga, regresa luego de prestar servicios en Afganistán, traumatizado por la muerte de su dueño. Es adoptado por la familia del marino caído y juntos se ayudan mutuamente a sanar su pérdida.

## Reparto
- Josh Wiggins como Justin Wincott.
- Dejon LaQuake como Chuy.
- Thomas Haden Church como Ray.
- Robbie Amell como Kyle Wincott.
- Lauren Graham como Pamela.
- Luke Kleintank como Tyler,
- Jay Hernández como Teniente Reyes
- Miles Mussenden como Major Miles.
- Mia Xitlali como Carmen.
- Joseph Julian Soria como Emilio.

## Producción
En mayo de 2014, Variety informó de que Boaz Yakin dirigiría una película familiar titulado Max para Warner Bros. y MGM.
La fotografía principal comenzó el 12 de mayo de 2014.

## Estreno
Inicialmente prevista para su estreno en los Estados Unidos el 30 de enero de 2015, más tarde se trasladó al 26 de junio de 2015.

### Fechas de estreno
| Fechas de estreno (Fuente: IMDb) |             |      |                |             |      |
| País                             | Fecha       | Año  | País           | Fecha       | Año  |
| Argentina                        | 29 de enero | 2015 | Dinamarca      | 12 de marzo | 2015 |
| Chile                            | 19 de marzo | 2015 |                |             |      |
| Australia                        | 2 de mayo   | 2015 |                |             |      |
| Filipinas                        | 25 de junio | 2015 |                |             |      |
| Canadá                           | 26 de junio | 2015 | Estados Unidos | 26 de mayo  | 2015 |
| Brasil                           | 9 de julio  | 2015 |                |             |      |
| Reino Unido                      | 7 de agosto | 2015 | Irlanda        | 7 de agosto | 2015 |